# Lithobius sinensis
Lithobius sinensis är en mångfotingart som först beskrevs av Chamberlin 1930.  Lithobius sinensis ingår i släktet Lithobius och familjen stenkrypare. Inga underarter finns listade i Catalogue of Life.